# Ogmore-by-Sea
Ogmore-by-Sea är en by i Vale of Glamorgan i Wales. Byn är belägen 31,8 km 
från Cardiff. Orten har 902 invånare (2016).